# Torneo de las Islas de Barlovento
El Torneo de las Islas de Barlovento es un famoso torneo de fútbol que se realiza anualmente en la región de las Islas de Barlovento, en el Caribe.

## Participantes
- Dominica
- Santa Lucía
- San Vicente y las Granadinas
- Granada
- Barbados (invitado)

## Palmarés
| Año     | Sede                         | Campeón                      | Subcampeón                   |
| ------- | ---------------------------- | ---------------------------- | ---------------------------- |
| 1947    | -                            | Sin datos del torneo         |                              |
| 1948    | -                            | Sin datos del torneo         |                              |
| 1949    | San Vicente y las Granadinas | Sin datos del torneo         |                              |
| 1950    | Granada                      | Sin datos del torneo         |                              |
| 1952    | -                            | Sin datos del torneo         |                              |
| 1958    | San Vicente y las Granadinas | Sin datos del torneo         |                              |
| 1959    | -                            | Sin datos del torneo         |                              |
| 1960    | Granada                      | Granada                      |                              |
| 1961    | Santa Lucía                  | Granada                      | San Vicente y las Granadinas |
| 1962    |                              | Granada                      | San Vicente y las Granadinas |
| 1963    | Dominica                     | torneo cancelado             |                              |
| 1964-65 | Santa Lucía                  | Santa Lucía                  | San Vicente y las Granadinas |
| 1965    | San Vicente y las Granadinas | San Vicente y las Granadinas | Dominica                     |
| 1966    | Granada                      | San Vicente y las Granadinas | Granada                      |
| 1967    | Dominica                     | Granada                      | Santa Lucía                  |
| 1968    | Santa Lucía                  | Granada                      |                              |
| 1969    | San Vicente y las Granadinas | Granada                      | San Vicente y las Granadinas |
| 1970    | Granada                      | Granada                      | Santa Lucía                  |
| 1971    | Dominica                     | Dominica                     | Granada                      |
| 1972    | Santa Lucía                  | Santa Lucía                  | San Vicente y las Granadinas |
| 1973    | Ida/vuelta                   | San Vicente y las Granadinas | Dominica                     |
| 1974    | Santa Lucía                  | Granada                      | San Vicente y las Granadinas |
| 1975    | San Vicente y las Granadinas | Sin datos del torneo         |                              |
| 1976    | Granada                      | Sin datos del torneo         |                              |
| 1977    | Dominica                     | Torneo cancelado             |                              |
| 1978    | Dominica                     | Torneo cancelado             |                              |
| 1984    | Santa Lucía                  | Santa Lucía                  | San Vicente y las Granadinas |
| 1985    | Granada                      | Dominica                     | San Vicente y las Granadinas |
| 1986    | San Vicente y las Granadinas | Sin datos del torneo         |                              |
| 1987    | Santa Lucía                  | Sin datos del torneo         |                              |
| 1988    | Dominica                     | Dominica                     |                              |
| 1989    | Dominica                     | Sin datos del torneo         |                              |
| 1990    | Dominica                     | Sin datos del torneo         |                              |
| 1991    | Santa Lucía                  | Sin datos del torneo         |                              |
| 1992    |                              | Sin datos del torneo         |                              |
| 1993    |                              | Sin datos del torneo         |                              |
| 1994    |                              | Sin datos del torneo         |                              |
| 1995    | Ida/vuelta                   | Sin datos del torneo         |                              |
| 2001    | Granada                      | Granada                      | San Vicente y las Granadinas |
| 2013    | San Vicente y las Granadinas | Granada                      | Santa Lucía                  |
| 2014    | Dominica                     | Santa Lucía                  | San Vicente y las Granadinas |
| 2015    | Santa Lucía                  | San Vicente y las Granadinas | Dominica                     |
| 2017    | Granada                      | Granada                      | Dominica                     |
| 2019    | San Vicente y las Granadinas | San Vicente y las Granadinas | Barbados                     |

## Títulos por país
| País                         | Títulos |
| ---------------------------- | ------- |
| Granada                      | 11      |
| San Vicente y las Granadinas | 5       |
| Santa Lucía                  | 4       |
| Dominica                     | 3       |

## Torneo femenino
| Año  | Sede                         | Campeón                      | Subcampeón                   |
| ---- | ---------------------------- | ---------------------------- | ---------------------------- |
| 2015 | San Vicente y las Granadinas | San Vicente y las Granadinas | Dominica                     |
| 2016 | Dominica                     | Martinica                    | San Vicente y las Granadinas |
| 2017 | San Vicente y las Granadinas | Granada                      | Barbados                     |
| 2019 | Santa Lucía                  | San Vicente y las Granadinas | Santa Lucía                  |

### Títulos por país
| País                         | Títulos |
| ---------------------------- | ------- |
| San Vicente y las Granadinas | 2       |
| Granada                      | 1       |
| Martinica                    | 1       |